# Źródła poznania
Źródła poznania – w epistemologii to, co sprawia, że zmieniamy swoje przekonania. Źródłem poznania podmiotu x co do tego, czy p jest wszystko, co doprowadza x do przyjęcia lub odrzucenia przekonania, że p.
Typy źródeł poznania:
- doświadczenie zmysłowe - źródłem przekonania podmiotu x o tym, że p jest doświadczenie zawsze i tylko wtedy, gdy x spostrzegł, że p;
- autorytet epistemiczny - źródłem przekonania podmiotu x o tym, że p jest autorytet epistemiczny podmiotu y zawsze i tylko wtedy, gdy y przekazał podmiotowi x informację, że p;
- rozumowanie (szukanie następstw lub racji zdań) - źródłem przekonania podmiotu x, że p jest rozumowanie zawsze i tylko wtedy, gdy x uznał, że p dzięki uświadomieniu sobie swych innych przekonań, uprzednio żywionych;
- intuicja (nabieramy przekonanie, ale trudno jest nam wskazać jego źródło).

Podmiot - jako źródło swego przekonania - wskazywać może różne jego źródła.